# Wilhelm von Traitteur

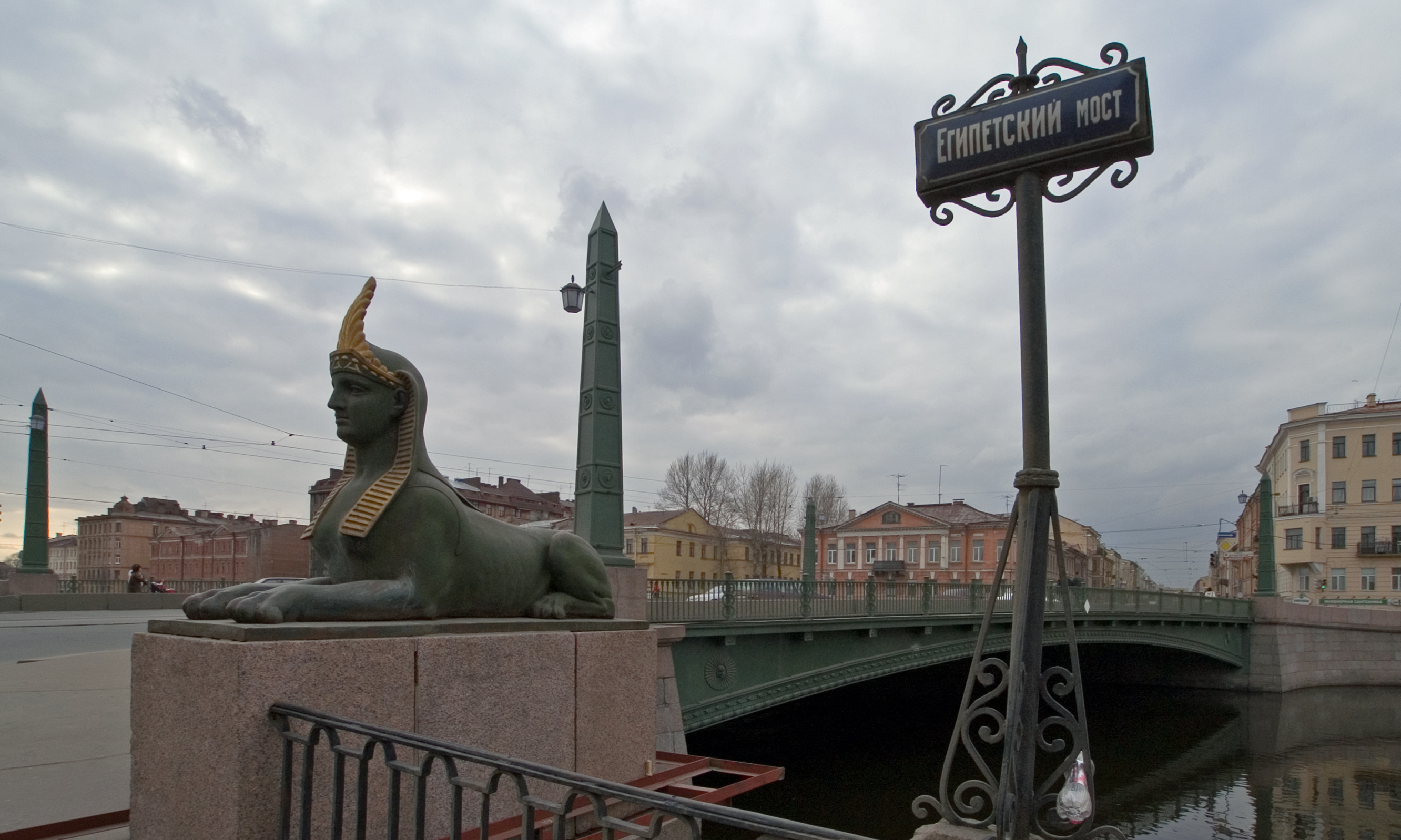
Le pont égyptien à Saint-Pétersbourg.

Wilhelm von Traitteur, né le 1er février 1788 à Mannheim et mort le 17 juin 1859  à Mannheim, est un ingénieur civil d'origine badoise et un officier du génie russe. Il fut un pionnier de l'architecture de métal et de la construction de ponts, en particulier à Saint-Pétersbourg.

## Biographie
Le père de Wilhelm von Traitteur, Johann Andreas (1752-1825), était architecte et ingénieur civil à la Cour de l'électorat du Palatinat et fut anobli en 1790.
Wilhelm von Traitteur devient officier du génie en 1813 dans l'armée impériale russe d'Alexandre Ier. Il fait partie du corps des ingénieurs militaires de Saint-Pétersbourg jusqu'en 1816. Il atteint le grade de général en 1831, puis de général major. Il retourne à Mannheim pourvu des décorations les plus hautes de Russie.
Il fut l'auteur de ponts suspendus élégants ou de passerelles à Saint-Pétersbourg, dont le plus réussi est sans doute celui de Saint-Pantélémon, au-dessus de la Fontanka. Il fut aussi architecte et  dessinateur.
Il est inhumé dans le Cimetière Principal à Mannheim mais sa tombe a disparu.

## Quelques œuvres
- 1824 : Pont Saint-Pantélémon (Pantelemonski)
- 1824 : Pont de la Poste
- 1826 : Pont égyptien
- 1826 : Pont de la Banque
- 1826 : Pont aux Lions